# Pedrinópolis
Pedrinópolis is een gemeente in de Braziliaanse deelstaat Minas Gerais. De gemeente telt 3.586 inwoners (schatting 2009).